# Суперионная вода
Суперио́нная вода́ (также называемая суперио́нный лёд, или лёд XVIII) — фазовое состояние воды, устойчивое при чрезвычайно высоких температурах и давлениях. Это состояние — одно из 19 известных кристаллических фаз льда.
В суперионной воде молекулы воды диссоциируют, ионы кислорода кристаллизуются в регулярную кристаллическую решётку, ионы водорода становятся подвижными относительно кислородной решётки.
Подвижность ионов водорода придаёт суперионной воде высокую электропроводность — почти такую же как у металлов, что превращает её в суперионный твёрдый электролит. Суперионная вода отличается от гипотетической ионной воды, которая представляет собой жидкую фазу состоящую из неупорядоченной смеси из ионов водорода и кислорода.

## Свойства
В 2013 году предполагалось, что суперионный лёд может иметь две кристаллические структуры. Также предполагается, что при давлении выше 50 ГПа суперионный лёд приобретёт объёмно-центрированную кубическую структуру. При давлениях, превышающих 100 ГПа, прогнозируется, что кристаллическая структура перейдёт в более стабильную структуру с гранецентрированной кубической решёткой.
В 2018—2019 годах была измерена плотность суперионного льда, она оказалась почти в четыре раза больше плотности обычного льда.
Суперионный лёд имеет чёрный цвет.

## История теории и экспериментов
Первое предсказание о существовании суперионной воды сделал Пьерфранко Демонтис моделированием классической молекулярной динамики в 1988 году.
Существование суперионной воды предполагалось на протяжении десятилетий, но только в 1990-х годах появились первые экспериментальные доказательства её образования. Первоначальные данные были получены оптическими измерениями нагретой лазером воды в ячейке с алмазными наковальнями и оптических свойств воды, облучаемой очень мощными лазерами.
В 1999 году Карло Каваццони предположил, что аналогичное фазовое состояние возможно для аммиака и воды в условиях, подобных тем, которые существуют на Уране и Нептуне. В 2005 году Лоуренс Фрид возглавил команду Ливерморской национальной лаборатории Лоуренса, чтобы воссоздать условия формирования суперионной воды. Используя сжатие воды между алмазными наковальнями и перегрев её с помощью лазеров, они наблюдали сдвиги частоты, указывающие на фазовый переход. Команда также создала компьютерные модели показавшие, что они действительно создали суперионную воду. В 2013 году Хью Ф. Уилсон, Майкл Л. Вонг и Буркхард Милитцер из Калифорнийского университета в Беркли опубликовали статью, в которой предсказывалась структура гранецентрированной кубической решётки у суперионной воды, которая возникнет при более высоких давлениях.
Первые убедительные экспериментальные доказательства существования суперионной воды были получены Мариусом Миллотом и его коллегами из Ливерморской национальной лаборатории Лоуренса (LLNL) в 2018 году путём сжатия воды в ячейке с алмазными наковальнями, а затем облучением лазерным импульсом. В более поздних экспериментах, проведённых той же командой исследователей, использовался рентгеноструктурный анализ капель воды, подвергавшихся воздействию мощного лазерного импульса, было обнаружено, что ионы кислорода суперионной воды кристаллизуются в гранецентрированной кубической решётке, названную льдом XVIII. Статья об этом была опубликована в журнале Nature.

## Существование в ледяных гигантах
Ряд исследователей предполагает, что ледяные планеты-гиганты такие как Уран и Нептун могут содержать в недрах суперионную воду. Хотя также есть и исследования, из которых следует, что некоторые другие химические элементы, особенно углерод, присутствующие в недрах ледяных гигантов, могут исключить образование суперионной воды.